# Lista planetelor minore/177201–177300
Aceasta este Lista planetelor minore/177201–177300; pentru a naviga prin lista completă vezi Lista planetelor minore.
Pentru ale detalii vezi și Proiect:Astronomie sau Portal:Astronomie.
| Nume     | Denumire provizorie | Data descoperirii | Locul descoperirii  | Descoperitor(i) |
| -------- | ------------------- | ----------------- | ------------------- | --------------- |
| 177201 - | 2003 UZ86           | 18 octombrie 2003 | Palomar             | NEAT            |
| 177202 - | 2003 UJ91           | 20 octombrie 2003 | Socorro             | LINEAR          |
| 177203 - | 2003 UF92           | 20 octombrie 2003 | Palomar             | NEAT            |
| 177204 - | 2003 UP96           | 18 octombrie 2003 | Palomar             | NEAT            |
| 177205 - | 2003 UU98           | 19 octombrie 2003 | Kitt Peak           | Spacewatch      |
| 177206 - | 2003 US103          | 20 octombrie 2003 | Kitt Peak           | Spacewatch      |
| 177207 - | 2003 UQ105          | 18 octombrie 2003 | Kitt Peak           | Spacewatch      |
| 177208 - | 2003 UK109          | 19 octombrie 2003 | Kitt Peak           | Spacewatch      |
| 177209 - | 2003 UD117          | 21 octombrie 2003 | Socorro             | LINEAR          |
| 177210 - | 2003 UE134          | 20 octombrie 2003 | Palomar             | NEAT            |
| 177211 - | 2003 UZ140          | 17 octombrie 2003 | Campo Imperatore⁠(d) | CINEOS⁠(d)       |
| 177212 - | 2003 UN145          | 18 octombrie 2003 | Anderson Mesa       | LONEOS          |
| 177213 - | 2003 UT147          | 18 octombrie 2003 | Kitt Peak           | Spacewatch      |
| 177214 - | 2003 UX154          | 20 octombrie 2003 | Kitt Peak           | Spacewatch      |
| 177215 - | 2003 UO159          | 20 octombrie 2003 | Kitt Peak           | Spacewatch      |
| 177216 - | 2003 UX164          | 21 octombrie 2003 | Palomar             | NEAT            |
| 177217 - | 2003 UA173          | 20 octombrie 2003 | Palomar             | NEAT            |
| 177218 - | 2003 UL174          | 21 octombrie 2003 | Palomar             | NEAT            |
| 177219 - | 2003 UO175          | 21 octombrie 2003 | Anderson Mesa       | LONEOS          |
| 177220 - | 2003 UN188          | 22 octombrie 2003 | Socorro             | LINEAR          |
| 177221 - | 2003 UW196          | 21 octombrie 2003 | Kitt Peak           | Spacewatch      |
| 177222 - | 2003 UJ208          | 22 octombrie 2003 | Kitt Peak           | Spacewatch      |
| 177223 - | 2003 UT208          | 22 octombrie 2003 | Kitt Peak           | Spacewatch      |
| 177224 - | 2003 UL218          | 21 octombrie 2003 | Socorro             | LINEAR          |
| 177225 - | 2003 UN218          | 21 octombrie 2003 | Socorro             | LINEAR          |
| 177226 - | 2003 UE224          | 22 octombrie 2003 | Socorro             | LINEAR          |
| 177227 - | 2003 UV232          | 24 octombrie 2003 | Socorro             | LINEAR          |
| 177228 - | 2003 UB234          | 24 octombrie 2003 | Socorro             | LINEAR          |
| 177229 - | 2003 UL236          | 22 octombrie 2003 | Haleakala           | NEAT            |
| 177230 - | 2003 UQ243          | 24 octombrie 2003 | Socorro             | LINEAR          |
| 177231 - | 2003 UE246          | 24 octombrie 2003 | Socorro             | LINEAR          |
| 177232 - | 2003 UY250          | 25 octombrie 2003 | Socorro             | LINEAR          |
| 177233 - | 2003 UC252          | 26 octombrie 2003 | Catalina            | CSS             |
| 177234 - | 2003 UU252          | 26 octombrie 2003 | Kitt Peak           | Spacewatch      |
| 177235 - | 2003 UK259          | 25 octombrie 2003 | Socorro             | LINEAR          |
| 177236 - | 2003 UV265          | 27 octombrie 2003 | Haleakala           | NEAT            |
| 177237 - | 2003 UH266          | 28 octombrie 2003 | Socorro             | LINEAR          |
| 177238 - | 2003 UK267          | 28 octombrie 2003 | Socorro             | LINEAR          |
| 177239 - | 2003 UK269          | 29 octombrie 2003 | Socorro             | LINEAR          |
| 177240 - | 2003 UP269          | 29 octombrie 2003 | Socorro             | LINEAR          |
| 177241 - | 2003 UF276          | 29 octombrie 2003 | Catalina            | CSS             |
| 177242 - | 2003 UR276          | 30 octombrie 2003 | Socorro             | LINEAR          |
| 177243 - | 2003 UH281          | 28 octombrie 2003 | Socorro             | LINEAR          |
| 177244 - | 2003 VA1            | 5 noiembrie 2003  | Socorro             | LINEAR          |
| 177245   | 2003 WB             | 17 noiembrie 2003 | Wrightwood          | J. W. Young⁠(d)  |
| 177246 - | 2003 WZ6            | 18 noiembrie 2003 | Palomar             | NEAT            |
| 177247 - | 2003 WY8            | 16 noiembrie 2003 | Kitt Peak           | Spacewatch      |
| 177248 - | 2003 WC10           | 18 noiembrie 2003 | Kitt Peak           | Spacewatch      |
| 177249 - | 2003 WL11           | 18 noiembrie 2003 | Palomar             | NEAT            |
| 177250 - | 2003 WP11           | 18 noiembrie 2003 | Palomar             | NEAT            |
| 177251 - | 2003 WD12           | 18 noiembrie 2003 | Palomar             | NEAT            |
| 177252 - | 2003 WX14           | 16 noiembrie 2003 | Kitt Peak           | Spacewatch      |
| 177253 - | 2003 WL18           | 19 noiembrie 2003 | Socorro             | LINEAR          |
| 177254 - | 2003 WM18           | 19 noiembrie 2003 | Socorro             | LINEAR          |
| 177255 - | 2003 WC25           | 20 noiembrie 2003 | Socorro             | LINEAR          |
| 177256 - | 2003 WA30           | 18 noiembrie 2003 | Kitt Peak           | Spacewatch      |
| 177257 - | 2003 WP32           | 18 noiembrie 2003 | Kitt Peak           | Spacewatch      |
| 177258 - | 2003 WX39           | 19 noiembrie 2003 | Kitt Peak           | Spacewatch      |
| 177259 - | 2003 WT55           | 20 noiembrie 2003 | Socorro             | LINEAR          |
| 177260 - | 2003 WM56           | 20 noiembrie 2003 | Socorro             | LINEAR          |
| 177261 - | 2003 WF57           | 18 noiembrie 2003 | Palomar             | NEAT            |
| 177262 - | 2003 WA58           | 18 noiembrie 2003 | Kitt Peak           | Spacewatch      |
| 177263 - | 2003 WY59           | 18 noiembrie 2003 | Palomar             | NEAT            |
| 177264 - | 2003 WQ64           | 19 noiembrie 2003 | Kitt Peak           | Spacewatch      |
| 177265 - | 2003 WX75           | 19 noiembrie 2003 | Socorro             | LINEAR          |
| 177266 - | 2003 WK88           | 24 noiembrie 2003 | Socorro             | LINEAR          |
| 177267 - | 2003 WM92           | 18 noiembrie 2003 | Palomar             | NEAT            |
| 177268 - | 2003 WF95           | 19 noiembrie 2003 | Anderson Mesa       | LONEOS          |
| 177269 - | 2003 WV101          | 21 noiembrie 2003 | Socorro             | LINEAR          |
| 177270 - | 2003 WB114          | 20 noiembrie 2003 | Socorro             | LINEAR          |
| 177271 - | 2003 WJ117          | 20 noiembrie 2003 | Socorro             | LINEAR          |
| 177272 - | 2003 WO122          | 20 noiembrie 2003 | Socorro             | LINEAR          |
| 177273 - | 2003 WW126          | 20 noiembrie 2003 | Socorro             | LINEAR          |
| 177274 - | 2003 WM129          | 21 noiembrie 2003 | Socorro             | LINEAR          |
| 177275 - | 2003 WH132          | 19 noiembrie 2003 | Kitt Peak           | Spacewatch      |
| 177276 - | 2003 WB135          | 21 noiembrie 2003 | Socorro             | LINEAR          |
| 177277 - | 2003 WN135          | 21 noiembrie 2003 | Socorro             | LINEAR          |
| 177278 - | 2003 WR138          | 21 noiembrie 2003 | Socorro             | LINEAR          |
| 177279 - | 2003 WD142          | 21 noiembrie 2003 | Socorro             | LINEAR          |
| 177280 - | 2003 WY142          | 23 noiembrie 2003 | Socorro             | LINEAR          |
| 177281 - | 2003 WE149          | 24 noiembrie 2003 | Socorro             | LINEAR          |
| 177282 - | 2003 WQ151          | 28 noiembrie 2003 | Sandlot⁠(d)          | G. Hug⁠(d)       |
| 177283 - | 2003 WG152          | 28 noiembrie 2003 | Kitt Peak           | Spacewatch      |
| 177284 - | 2003 WS152          | 26 noiembrie 2003 | Socorro             | LINEAR          |
| 177285 - | 2003 WE155          | 26 noiembrie 2003 | Kitt Peak           | Spacewatch      |
| 177286 - | 2003 WX162          | 30 noiembrie 2003 | Kitt Peak           | Spacewatch      |
| 177287 - | 2003 WF166          | 20 noiembrie 2003 | Socorro             | LINEAR          |
| 177288 - | 2003 XF             | 3 decembrie 2003  | Socorro             | LINEAR          |
| 177289 - | 2003 XA1            | 1 decembrie 2003  | Kitt Peak           | Spacewatch      |
| 177290 - | 2003 XD1            | 1 decembrie 2003  | Kitt Peak           | Spacewatch      |
| 177291 - | 2003 XR6            | 3 decembrie 2003  | Socorro             | LINEAR          |
| 177292 - | 2003 XA12           | 14 decembrie 2003 | Socorro             | LINEAR          |
| 177293 - | 2003 XM12           | 14 decembrie 2003 | Palomar             | NEAT            |
| 177294 - | 2003 XO17           | 15 decembrie 2003 | Kitt Peak           | Spacewatch      |
| 177295 - | 2003 XX17           | 14 decembrie 2003 | Kitt Peak           | Spacewatch      |
| 177296 - | 2003 XK19           | 15 decembrie 2003 | Socorro             | LINEAR          |
| 177297 - | 2003 XD28           | 1 decembrie 2003  | Kitt Peak           | Spacewatch      |
| 177298 - | 2003 XP30           | 1 decembrie 2003  | Kitt Peak           | Spacewatch      |
| 177299 - | 2003 YB1            | 17 decembrie 2003 | Socorro             | LINEAR          |
| 177300 - | 2003 YH4            | 16 decembrie 2003 | Catalina            | CSS             |